# WWE 2K17
WWE 2K17 — компьютерная игра о реслинге, разработанная японской компанией Yuke’s и изданная американским подразделением 2K Sports. Является восемнадцатой игрой в серии игр WWE и чётвертой игрой под брендом WWE 2K. Релиз игры состоялся 11 октября 2016 года для Windows, PlayStation 4, PlayStation 3, Xbox 360 и Xbox One.

## Разработка
31 мая 2016 года WWE и 2K официально объявили о WWE 2K17, когда они представили Голдберга в качестве бонусного персонажа за предварительный заказ в сопровождении трейлера с участием Голдберга. 2K также объявила, что в игру войдут две версии Голдберга (WCW и WWE), а также две игровые арены (Halloween Havoc и WCW Monday Nitro). 27 июня 2016 года был выпущен трейлер, в котором Брок Леснар был объявлен официальной звездой обложки игры. 14 июля 2016 года WWE анонсировала коллекционное издание NXT. Набор включает рестлеров NXT, таких как Аполло Крюс, Ная Джакс и Синсукэ Накамура, в качестве игровых персонажей в рамках NXT Enhancement Pack, литографию, разработанную Робом Шамбергером и подписанную Синсукэ Накамурой, 8-дюймовую коллекционную фигурку «Демона» Финн Балора, коллекционные карточки, настоящий холст для ринга с события NXT TakeOver: London, на 50 % больше очков в NXT для режима MyCareer, а также набор для предварительного заказа Голдберга. 8 августа 2016 года 2K представила официальный саундтрек к WWE 2K17, в который вошли тринадцать песен разных жанров, созданных Шоном Комбсом.

## Режимы игры
В WWE 2K17 есть множество различных игровых режимов. В отличие от предыдущих частей серии 2K, в WWE 2K17 изначально не было однопользовательского сюжетного режима (демонстрация Зала славы была позже добавлена как DLC).

### Play mode
Режим игры позволяет игроку перейти к быстрому матчу со своими собственными настройками, такими как типы матчей, участники и т. д.

### MyCareer mode
Режим MyCareer позволяет игроку создать свою собственную суперзвезду, чтобы бороться за чемпионство в основном составе и/или в NXT. Режим MyCareer доступен только для PlayStation 4, ПК и Xbox One.
В этот режим также включен новый промо движок, поэтому суперзвезды могут высказываться Вселенной WWE, а также отвечать другим суперзвездам WWE. Интервью за кулисами с Рене Янг приобретают совершенно новое измерение с новым геймплеем закулисной драки. То как игрок соревнуется, реагирует, что говорит и даже какой наряд носит, может иметь значение в путешествии суперзвезды по WWE. В какой-то момент игроки также, вероятно, встретятся лицом к лицу с Броком Леснаром и его менеджером Полом Хейманом.

### Universe mode
Режим WWE Universe позволяет игроку создавать свои собственные шоу и Pay-per-view события, позволяя создавать соперничество, промо (новая функция) и вражду для борцов-одиночек и/или командных борцов, а также позволяет создавать собственные арены и чемпионские титулы.

### Creation Suite
Набор для создания позволяет игрокам создавать своих собственных персонажей, арены, титулы и многое другое, которые можно загружать для загрузки другими игроками.

### Online
Игроки могут проводить различные матчи с другими игроками онлайн.

## Оценки
| Сводный рейтинг | Сводный рейтинг |
| Агрегатор       | Оценка          |
| --------------- | --------------- |
| GameRankings    | 69,22 %         |

Согласно Metacritic, WWE 2K17 получил неоднозначные отзывы.